# Spoorlijn Geldern - aansluiting Meerbeck
De spoorlijn Geldern - aansluiting Meerbeck is een nooit voltooide spoorlijn in de Duitse deelstaat Noordrijn-Westfalen.

## Geschiedenis
De spoorlijn werd gepland om kolen af te kunnen voeren naar Nederland uit het Ruhrgebied omdat de bestaande lijn via Emmerich geen capaciteit meer had. In 1918 was het dijklichaam voltooid en restte alleen nog maar het aanleggen van de rails. Na de wapenstilstand en het Verdrag van Versailles werd de baan als strategisch aangemerkt en kon de bouw nooit voltooid worden.

## Aansluitingen
In de volgende plaatsen zou er een aansluiting zijn op de volgende spoorlijnen:
Geldern
DB 2514, spoorlijn tussen Geldern Ost en Geldern
DB 2610, spoorlijn tussen Keulen en Kranenburg
aansluiting Meerbeck
DB 2330, spoorlijn tussen Rheinhausen en Kleef
DB 2331, spoorlijn tussen Moers Meerbeck - Oberhausen Walzwerk